# Otozoum

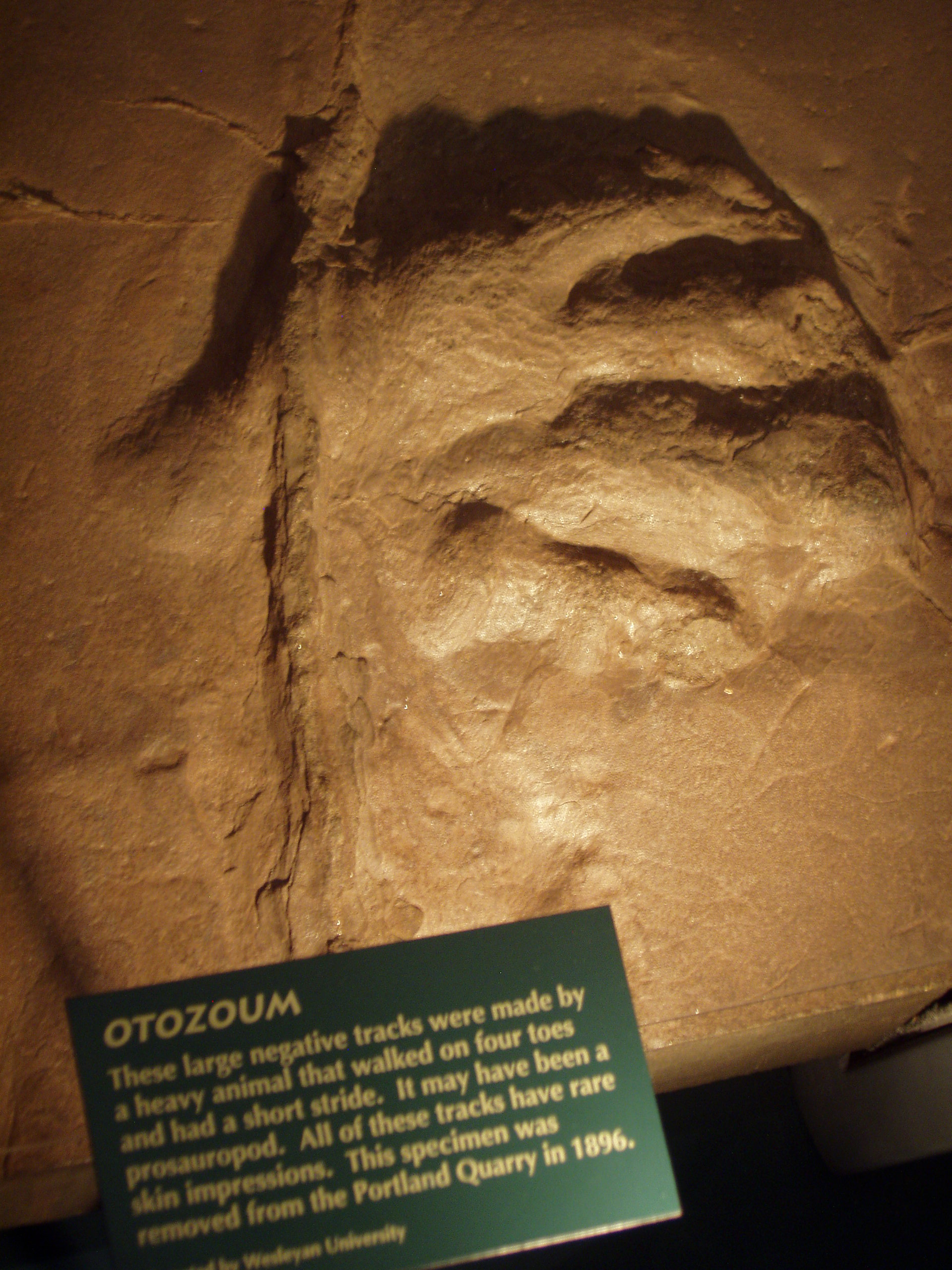
Huellas de Otozoum en el State Park y Arboretum.

Otozoum ("animal gigantesco") es el nombre dado a unas huellas que datan la época del Triásico, son huellas fosilizadas (icnitas) y otras marcas en las areniscas. Fueron hechos por animales bípedos pesados, (probablemente dinosaurios) con una zancada corta que caminaba sobre cuatro dedos dirigidos hacia adelante.
Los rastros de las huellas de Otozoum fueron descubiertos por el paleontólogo estadounidense Eduard Hitchcock, quien describió a Otozoum como: "la huella más extraordinaria sacada a la luz en este valle [el río Connecticut] que representa un animal bípedo ... distinguido de todos los otros ... en la arenisca de Nueva Inglaterra".
En 1953, en la Universidad de Yale, el paleontólogo Richard Swann Lull revisó el trabajo de Hitchcock, sugiriendo que el animal que realizó la huella pudo haber sido un prosaurópodo. Más recientemente han propuesto a otros candidatos, incluyendo un animal parecido a un cocodrilo (por ejemplo, el fitosaurio Rutiodon), o un dinosaurio ornitópodo.
Hitchcock tomó nota de la excelente conservación de algunas huellas, la preservación de los detalles de la piel, las almohadillas, e incluso las impresiones de las gotas de lluvia del Triásico. Excelentes ejemplares de Otozoum en la Cantera de Portland pueden ser vistos en el Arboreto y parque estatal Dinosaurio en la Colina de Rocky, Connecticut.